# Az NHL-draft első helyén kiválasztott játékosainak listája
Itt azok a játékosok találhatók meg, akik az NHL-draft első helyén keltek el.

## Az első helyen kiválasztott játékosok

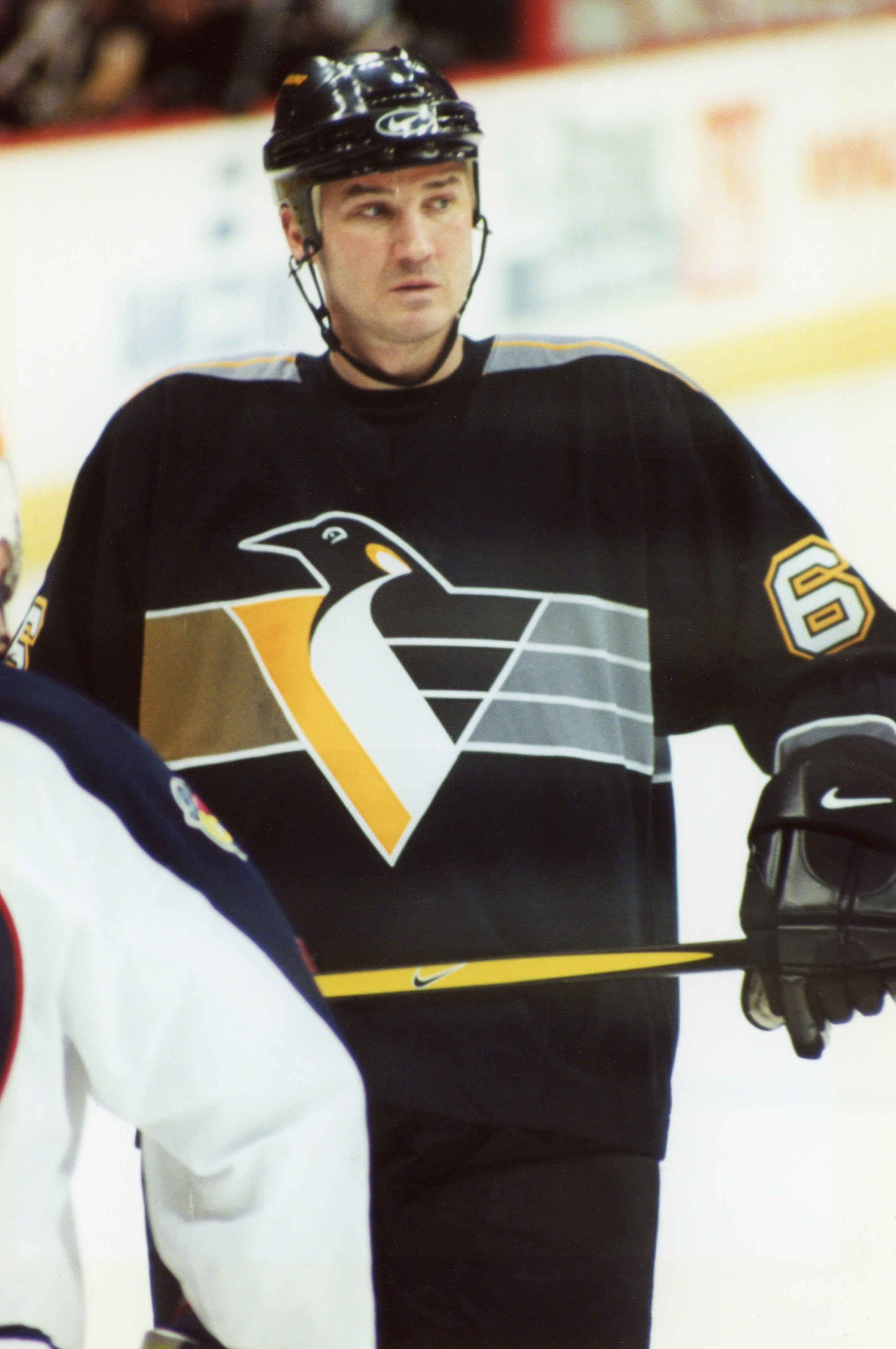
Mario Lemieux az 1984-es NHL-draft első választottja

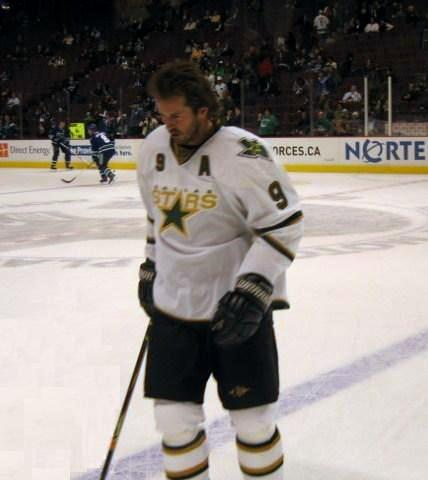
Mike Modano az 1988-as NHL-draft első választottja

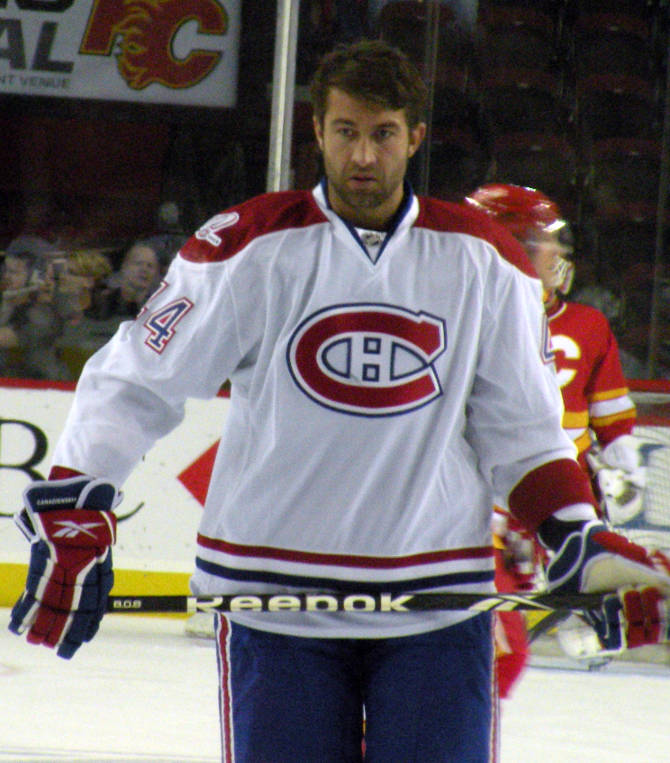
Roman Hamrlík az 1992-es NHL-draft első választottja

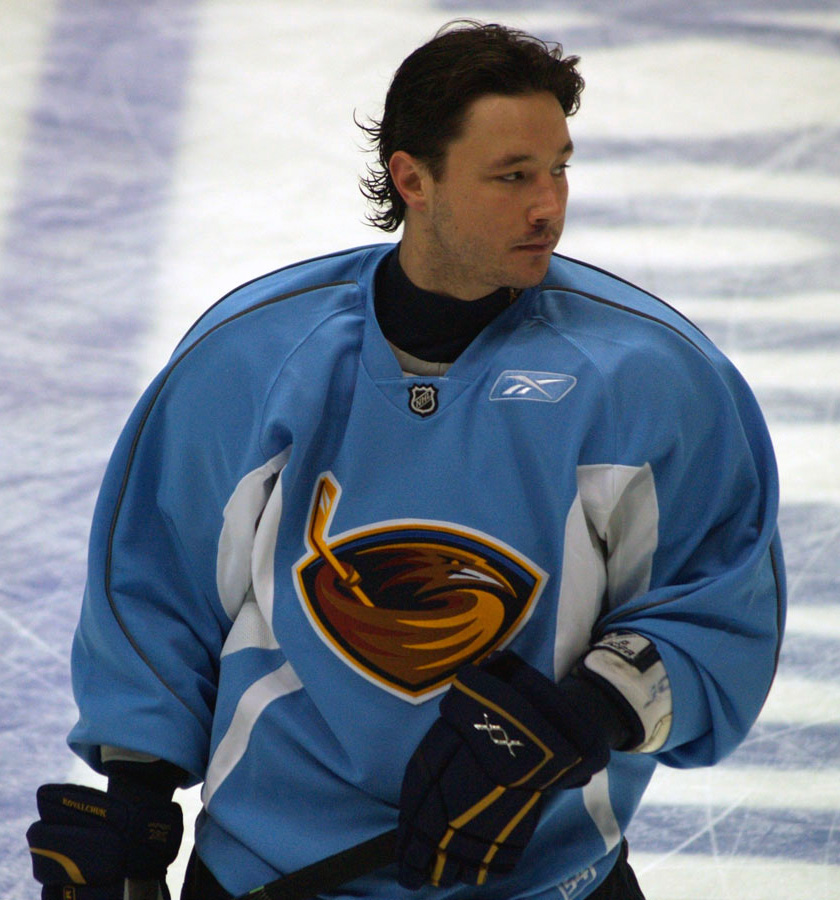
Ilja Kovalcsuk a 2001-es NHL-draft első választottja

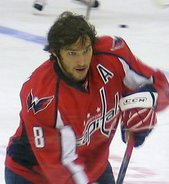
Alekszandr Ovecskin a 2004-es NHL-draft első választottja

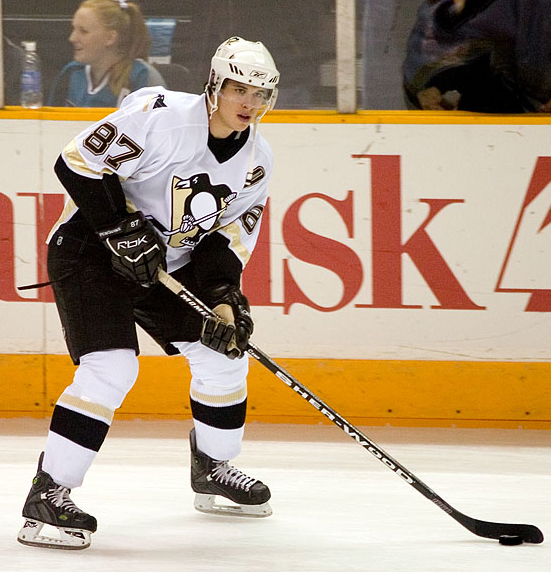
Sidney Crosby a 2005-ös NHL-draft első választottja

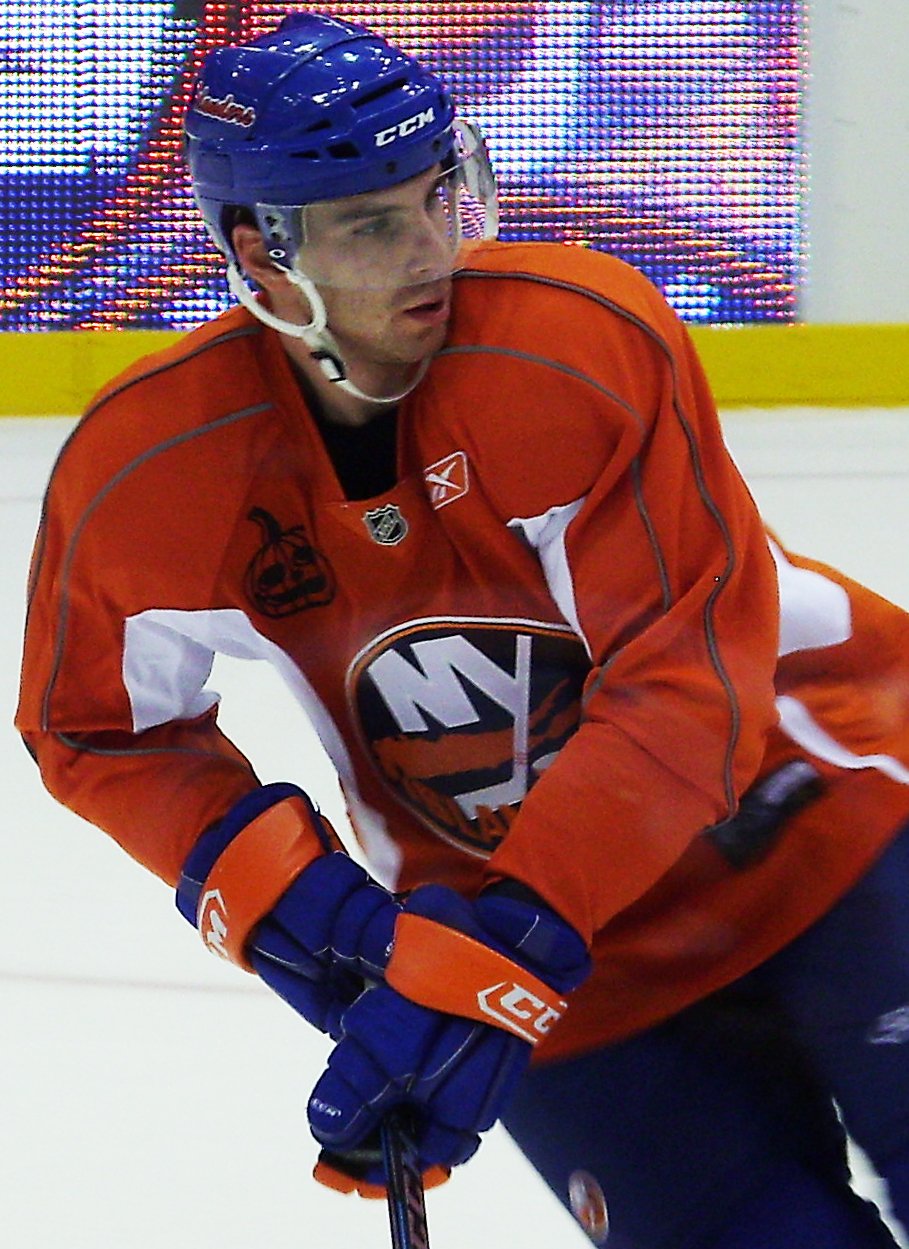
John Tavares a 2009-es NHL-draft első választottja

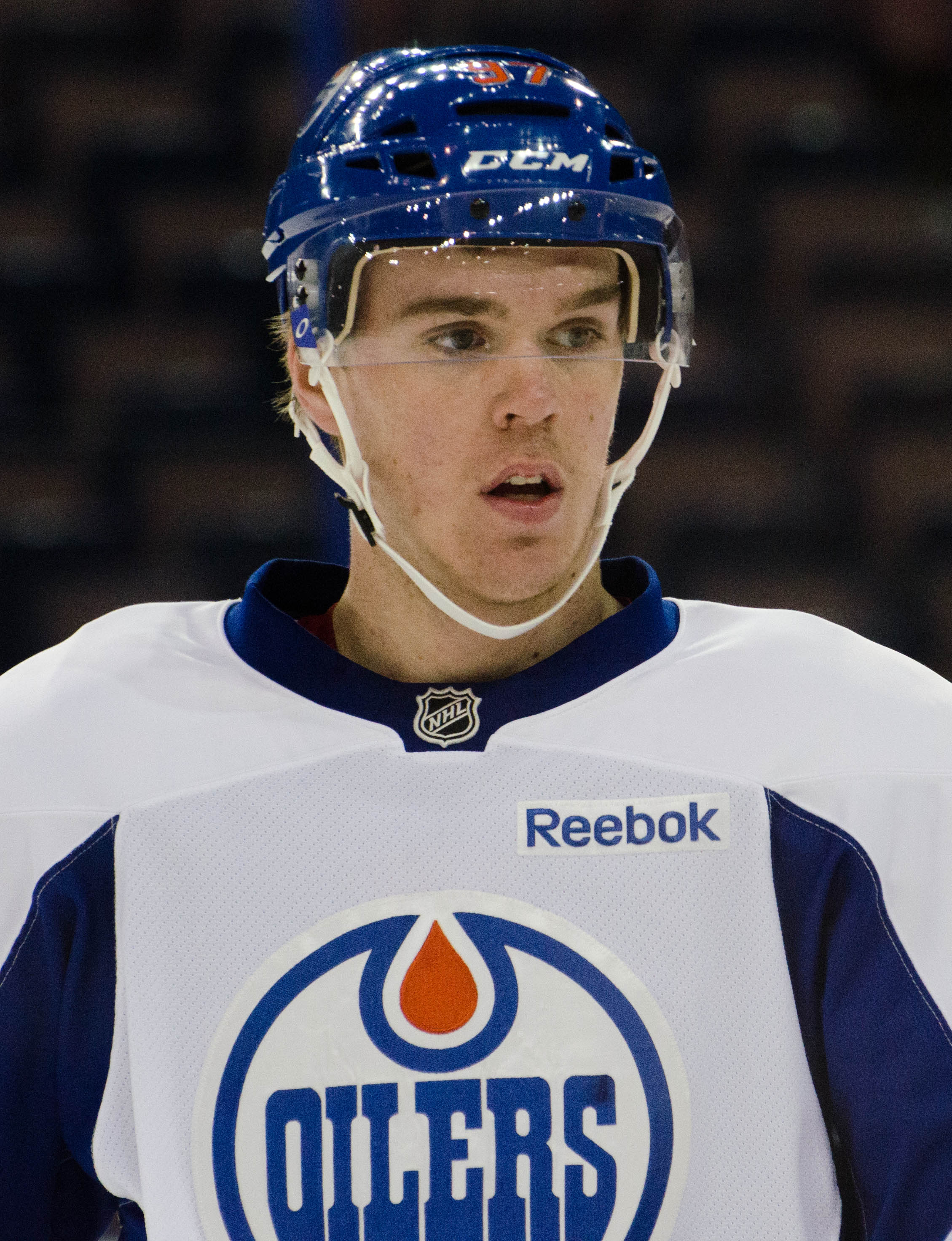
Connor McDavid a 2015-ös NHL-draft első választottja

| Kiemelt | Aktív NHL-játékos                                                    |
| ^       | Calder-emlékkupa győztes                                             |
| *       | Tagja a Jégkorong Hírességek Csarnokának                             |
| #       | Calder-emlékkupa győztes és tagja a Jégkorong Hírességek Csarnokának |
| ¤       | Nem játszott az NHL-ben                                              |

| Draft | Kiválasztotó csapat   | Játékos               | Nemzetiség                | Poszt    | Amatőr/junior/volt csapat    | Liga              |
| ----- | --------------------- | --------------------- | ------------------------- | -------- | ---------------------------- | ----------------- |
| 1963  | Montréal Canadiens    | Garry Monahan         | Kanada                    | Támadó   | St. Michael’s Buzzers        | CJBHL             |
| 1964  | Detroit Red Wings     | Claude Gauthier ¤     | Kanada                    | Támadó   | Comité des jeunes (Rosemont) | QC Midget         |
| 1965  | New York Rangers      | André Veilleux ¤      | Kanada                    | Támadó   | Montréal Rangers Jr. B       | QC Jr. B          |
| 1966  | Boston Bruins         | Barry Gibbs           | Kanada                    | Védő     | Estevan Bruins               | SJHL              |
| 1967  | Los Angeles Kings     | Rick Pagnutti ¤       | Kanada                    | Védő     | Garson Native Sons           | NOHA              |
| 1968  | Montréal Canadiens    | Michel Plasse         | Kanada                    | Kapus    | Drummondville Rangers        | QMJHL             |
| 1969  | Montréal Canadiens    | Réjean Houle          | Kanada                    | Támadó   | Montréal Junior Canadiens    | OHA               |
| 1970  | Buffalo Sabres        | Gilbert Perreault #   | Kanada                    | Támadó   | Montréal Junior Canadiens    | OHA               |
| 1971  | Montréal Canadiens    | Guy Lafleur *         | Kanada                    | Támadó   | Québec Remparts              | QMJHL             |
| 1972  | New York Islanders    | Billy Harris          | Kanada                    | Támadó   | Peterborough Petes           | OHA               |
| 1973  | New York Islanders    | Denis Potvin #        | Kanada                    | Védő     | Ottawa 67’s                  | OHA               |
| 1974  | Washington Capitals   | Greg Joly             | Kanada                    | Védő     | Regina Pats                  | WCHL              |
| 1975  | Philadelphia Flyers   | Mel Bridgman          | Kanada                    | Támadó   | Victoria Cougars             | WCHL              |
| 1976  | Washington Capitals   | Rick Green            | Kanada                    | Védő     | London Knights               | OHA               |
| 1977  | Detroit Red Wings     | Dale McCourt          | Kanada                    | Támadó   | Hamilton Fincups             | OHA               |
| 1978  | Minnesota North Stars | Bobby Smith ^         | Kanada                    | Támadó   | Ottawa 67’s                  | OHA               |
| 1979  | Colorado Rockies      | Rob Ramage            | Kanada                    | Védő     | London Knights               | OHA               |
| 1980  | Montréal Canadiens    | Doug Wickenheiser     | Kanada                    | Támadó   | Regina Pats                  | WHL               |
| 1981  | Winnipeg Jets         | Dale Hawerchuk #      | Kanada                    | Támadó   | Cornwall Royals              | QMJHL             |
| 1982  | Boston Bruins         | Gord Kluzak           | Kanada                    | Védő     | Billings Bighorns            | WHL               |
| 1983  | Minnesota North Stars | Brian Lawton          | Amerikai Egyesült Államok | Támadó   | Mount Saint Charles Mounties | USHS-RI           |
| 1984  | Pittsburgh Penguins   | Mario Lemieux #       | Kanada                    | Támadó   | Laval Voisins                | QMJHL             |
| 1985  | Toronto Maple Leafs   | Wendel Clark          | Kanada                    | Támadó 1 | Saskatoon Blades             | WHL               |
| 1986  | Detroit Red Wings     | Joe Murphy            | Kanada                    | Támadó   | Michigan State Spartans      | CCHA              |
| 1987  | Buffalo Sabres        | Pierre Turgeon        | Kanada                    | Támadó   | Granby Bisons                | QMJHL             |
| 1988  | Minnesota North Stars | Mike Modano *         | Amerikai Egyesült Államok | Támadó   | Prince Albert Raiders        | WHL               |
| 1989  | Québec Nordiques      | Mats Sundin *         | Svédország                | Támadó   | Nacka HK                     | HockeyAllsvenskan |
| 1990  | Québec Nordiques      | Owen Nolan            | Kanada                    | Támadó   | Cornwall Royals              | OHL               |
| 1991  | Québec Nordiques      | Eric Lindros          | Kanada                    | Támadó   | Oshawa Generals              | OHL               |
| 1992  | Tampa Bay Lightning   | Roman Hamrlík         | Csehország                | Védő     | HC Zlin                      | CsExL             |
| 1993  | Ottawa Senators       | Alexandre Daigle      | Kanada                    | Támadó   | Victoriaville Tigres         | QMJHL             |
| 1994  | Florida Panthers      | Ed Jovanovski         | Kanada                    | Védő     | Windsor Spitfires            | OHL               |
| 1995  | Ottawa Senators       | Bryan Berard ^        | Amerikai Egyesült Államok | Védő     | Detroit Junior Red Wings     | OHL               |
| 1996  | Ottawa Senators       | Chris Phillips        | Kanada                    | Védő     | Prince Albert Raiders        | WHL               |
| 1997  | Boston Bruins         | Joe Thornton          | Kanada                    | Támadó   | Sault Ste. Marie Greyhounds  | OHL               |
| 1998  | Tampa Bay Lightning   | Vincent Lecavalier    | Kanada                    | Támadó   | Rimouski Océanic             | QMJHL             |
| 1999  | Atlanta Thrashers     | Patrik Štefan         | Csehország                | Támadó   | Long Beach Ice Dogs          | IHL               |
| 2000  | New York Islanders    | Rick DiPietro         | Amerikai Egyesült Államok | Kapus    | Boston University Terriers   | HEA               |
| 2001  | Atlanta Thrashers     | Ilja Kovalcsuk        | Oroszország               | Támadó   | HC Spartak Moszkva           | OSzL              |
| 2002  | Columbus Blue Jackets | Rick Nash             | Kanada                    | Támadó   | London Knights               | OHL               |
| 2003  | Pittsburgh Penguins   | Marc-André Fleury     | Kanada                    | Kapus    | Cape Breton Screaming Eagles | QMJHL             |
| 2004  | Washington Capitals   | Alekszandr Ovecskin ^ | Oroszország               | Támadó   | HC Dinamo Moszkva            | RSL               |
| 2005  | Pittsburgh Penguins   | Sidney Crosby         | Kanada                    | Támadó   | Rimouski Océanic             | QMJHL             |
| 2006  | St. Louis Blues       | Erik Johnson          | Amerikai Egyesült Államok | Védő     | United States NTDP           | NAHL              |
| 2007  | Chicago Blackhawks    | Patrick Kane ^        | Amerikai Egyesült Államok | Támadó   | London Knights               | OHL               |
| 2008  | Tampa Bay Lightning   | Steven Stamkos        | Kanada                    | Támadó   | Sarnia Sting                 | OHL               |
| 2009  | New York Islanders    | John Tavares          | Kanada                    | Támadó   | London Knights               | OHL               |
| 2010  | Edmonton Oilers       | Taylor Hall           | Kanada                    | Támadó   | Windsor Spitfires            | OHL               |
| 2011  | Edmonton Oilers       | Ryan Nugent-Hopkins   | Kanada                    | Támadó   | Red Deer Rebels              | WHL               |
| 2012  | Edmonton Oilers       | Najil Jakupov         | Oroszország               | Támadó   | Sarnia Sting                 | OHL               |
| 2013  | Colorado Avalanche    | Nathan MacKinnon ^    | Kanada                    | Támadó   | Halifax Mooseheads           | QMJHL             |
| 2014  | Florida Panthers      | Aaron Ekblad ^        | Kanada                    | Védő     | Barrie Colts                 | OHL               |
| 2015  | Edmonton Oilers       | Connor McDavid        | Kanada                    | Támadó   | Erie Otters                  | OHL               |
| 2016  | Toronto Maple Leafs   | Auston Matthews       | Amerikai Egyesült Államok | Támadó   | ZSC Lions                    | NLA               |
| 2017  | New Jersey Devils     | Nico Hischier         | Svájc                     | Támadó   | Halifax Mooseheads           | QMJHL             |
| 2018  | Buffalo Sabres        | Rasmus Dahlin         | Svédország                | Védő     | Frölunda HC                  | SHL               |
| 2019  | New Jersey Devils     | Jack Hughes           | Amerikai Egyesült Államok | Támadó   | U.S. NTDP                    | USHL              |
| 2020  | New York Rangers      | Alexis Lafrenière     | Kanada                    | Támadó   | Rimouski Océanic             | QMJHL             |
| 2021  | Buffalo Sabres        | Owen Power            | Kanada                    | Védő     | Michigani Egyetem            | B1G               |
| 2022  | Montréal Canadiens    | Juraj Slafkovský      | Szlovákia                 | Támadó   | HC TPS                       | Liiga             |
| 2023  | Chicago Blackhawks    | Connor Bedard         | Kanada                    | Támadó   | Regina Pats                  | WHL               |

Megjegyzés
1. Wendel Clark védőként lett draftolva.